# 手塚康平
手塚康平（1996年4月6日—），日本足球運動員，司職中場，現效力日職球隊鳥棲砂岩。

## 俱樂部生涯
手塚康平在小学时就参加了全日本少年足球大会，初中开始加盟柏雷素尔的青训梯队。青年队时期主要踢后卫各个位置。18岁后，由于同位置球队人才太多，手塚康平选择去新西兰球队奥尼洪加体育，一整年作为主力前腰出场。本赛季回到柏雷素尔，在球队战绩不佳时得到主力位置。也正是他登上主力后，柏开始连胜。手塚康平的精彩表现每场都让人印象深刻，还贡献了2次绝杀进球。
手塚康平在2017年夏天对阵神户胜利船的比赛中右膝遭遇重伤，在2018年5月2日对阵湘南比马的比赛中才得以复出。
拿到日职升班资格的横滨FC官方宣布，来自柏雷素尔的中场手塚康平将在2020年1月租借加盟。
鸟栖砂岩今日公布，正式签入效力日乙球队横滨FC的中场手塚康平。

## 外部連結
- Profile at Kashiwa Reysol （页面存档备份，存于）
- 柏レイソル公式プロフィール (2017)
- 手塚康平的Instagram帳戶